# Bruzual (khu tự quản)
Bruzual là một khu tự quản thuộc bang Yaracuy, Venezuela. Thủ phủ của khu tự quản Bruzual đóng tại Chivacoa. Khự tự quản Bruzual có diện tích 417 km2, dân số theo điều tra dân số ngày 21 tháng 10 năm 2001 là 59059 người.